# Hájkova muškátová reneta
Hájkova muškátová reneta, alternativní název Hájkova reneta (Malus domestica 'Hájkova muškátová reneta') je původní česká krajová odrůda jablek.

## Historie
Odrůda Hájkova muškátová reneta pochází z Kostelce u Heřmanova Městce, kde byla vyšlechtěna výběrem v roce 1885 učitelem a pomologem Karlem Hájkem. Byla rozšířena především v zahrádkách.

## Charakteristika
Koruna této odrůdy je kulovitá až široce rozložitá. Z počátku roste silně, později slábne a vyžaduje výchovný řez. Kulovité plody s naznačenou žebernatostí jsou menší až střední velikosti, mají suchou a lehce zdrsnělou slupku. Zralá jablka jsou žlutá s červenooranžovým líčkem, s bronzovou krycí vrstvou. Dužina je také žluté barvy a má suchou a křehkou konzistenci. Je tedy vhodná k sušení a stolní spotřebě. Plody jsou libé, sladce navinulé chuti s muškátovou příchutí.
Sklizeň je vhodná v říjnu. V listopadu dochází do konzumního stavu. Skladovatelná jsou 3–4 měsíce. Pěstování je možné i ve vyšších polohách. Odrůda je značně rezistentní vůči strupovitosti i padlí.